# Bill Eastwood
Bill Eastwood (1899 - 1960) was een Amerikaanse jazz-banjo-speler, gitarist, saxofonist (baritonsaxofoon) en pianist, die dixieland speelde.
Eastwood speelde in de jaren twintig in het huisorkest van Halfway House (een club tussen New Orleans en Lake Ponchartrain), New Orleans Rhythm Kings en een van de eerste 'blanke' jazzgroepen, Norman Brownlee Jazz Band. Met de groep van Brownlee, waarin onder meer Sharkey Bonano speelde, maakte Eastwood in januari 1925 enkele opnames voor Okeh Records.

## Referentie
- Bill Eastwood op Jazzagebanjo.com, met foto's